# Siergiej Flerko
Siergiej Flerko, ros. Сергей Флерко (ur. 3 sierpnia 1972, Tuła) – rosyjski sztangista, trójboista siłowy i strongman.
Rekordy życiowe:
- przysiad 350 kg
- wyciskanie 212,5 kg
- martwy ciąg 350 kg.

## Osiągnięcia strongman
- 2004
  - 13. miejsce - Super Seria 2004: Moskwa
  - 2. miejsce - Mistrzostwa Rosji Strongman